# Försvarets intendentkår
Försvarets intendentkår var en gemensam personalkår för Försvarsmakten bestående av officerare med särskild intendentutbildning. Kåren bildades 1973 då de tidigare Fälttygkåren och Försvarets intendenturkår sammanslogs. Denna upphörde som personalkår 1990. Försvarets intendenturkår bildades 1966 då Intendenturkåren (från 1880 och omfattande arméns intendenter), Marinintendenturkåren (från 1903) och intendenterna i flygvapnet slogs samman.